# گورستان شاهزاده ابوالقاسم
قبرستان شاهزاده ابوالقاسم مربوط به دوره قاجار است و در شهرستان شیراز، بخش کوار، دهستان طسوج، روستای شاه شهیدان، طسوج، قلعه فرنگی، کیلومتری ۳۸ جاده شیراز به جهرم، سمت راست، انتهای جاده انحرافی واقع شده و این اثر در تاریخ ۳۰ بهمن ۱۳۸۶ با شمارهٔ ثبت ۲۰۹۷۳ به‌عنوان یکی از آثار ملی ایران به ثبت رسیده است.